# Knut
Knut je moško osebno ime.

## Tujejezikovne oblike imena
- Angleščina: Canute
- Stara angleščina: Cnut
- Danščina: Knut, Knud
- Finščina: Nuutti
- Islandščina: Knútur
- Italijanščina: Canuto
- Latinščina: Cnuto
- Madžarščina: Kanut
- Nemščina: Knut
- Norveščina: Knut, Knute
- Poljščina: Kanut
- Španščina: Canuto
- Švedščina: Knut